# Tankōbon
Tankōbon (単行本? lett. "libro singolo") è un termine giapponese che indica un libro pubblicato singolarmente e non all'interno di una raccolta di più tomi.

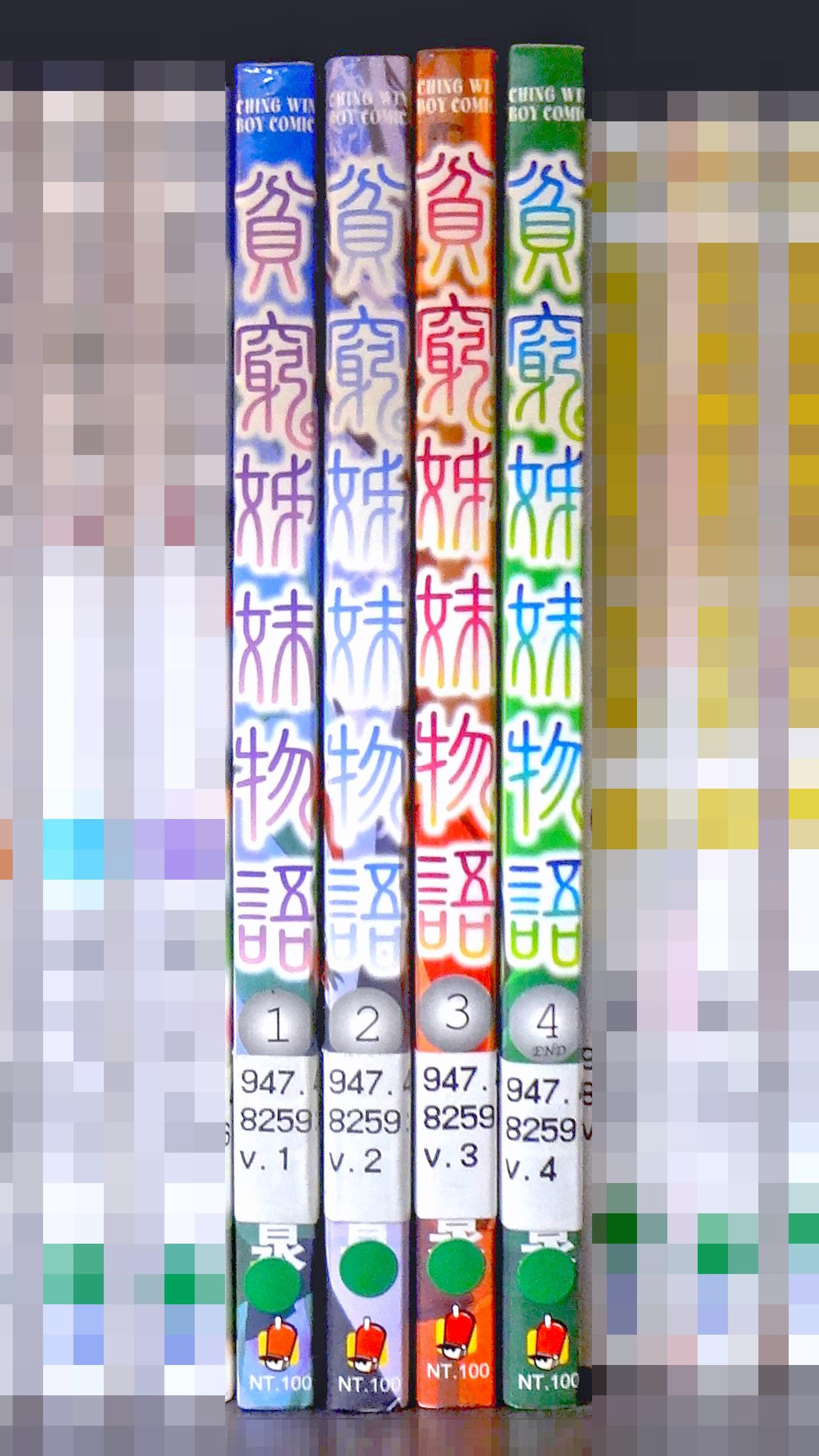
Tankōbon taiwanesi di Binbō Shimai Monogatari

L'uso del termine nel campo dell'editoria manga è diverso, in quanto indica un volume che può anche far parte di una serie.

## Editoria
Nel campo dell'editoria letteraria, generalmente la prima pubblicazione di un testo, anche quando raccoglie materiale pubblicato precedentemente su rivista, avviene in formato tankōbon, con copertina rigida o morbida, e successivamente viene pubblicata anche un'edizione più economica in formato bunko, libro tascabile di piccolo formato. La versione bunko può constare anche di più di un volume, se il numero di pagine lo richiede.
Dal 2010 è invece comune che alcuni libri vengano pubblicati direttamente in edizione bunko saltando la pubblicazione in tankobon.

## Manga
I tankōbon manga sono la prima pubblicazione in volume di materiale apparso precedentemente a puntate su riviste specializzate. I volumi raccolgono un numero variabile di capitoli, e si assestano generalmente intorno alle 200 pagine. Sui tankōbon giapponesi appare il nome della collana, detta label, corrispondente alla rivista su cui il materiale è stato originariamente pubblicato (es. i manga pubblicati su Shōnen Jump compaiono sotto la label Jump Comics). I tankōbon giapponesi hanno sempre sovracoperta.
Per i manga di maggiore successo non è inusuale che, anni dopo la prima pubblicazione in tankōbon, le case editrici pubblichino nuove edizioni rinnovate.
- Aizōban (愛蔵版? lett. "edizione da collezione"): edizione spesso di lusso pensata per essere riposta e collezionata[6], più costosa, costruita con carta di qualità e contenuti extra e copertine ridisegnate. Dato il basso numero di copie distribuite, le edizioni aizōban diventano materiale molto raro da collezione per appassionati.
- Kanzenban (完全版? lett. "edizione completa"): edizione che completa il materiale contenuto nelle edizioni precedenti, con materiale originale a colori, correzioni, pagine extra nuove o mancanti nell'edizione originale. Il formato è più grande rispetto a quello originale per visibilità migliorata. A differenza della aizōban, il focus è il contenuto.[7]
- Bunkoban (文庫版? lett. "edizione tascabile"): edizione economica in formato tascabile, generalmente A6, più piccolo dell'edizione originale tankōbon. I volumi hanno un numero maggiore di pagine e vengono stampati su carta sottile di alta qualità con nuove copertine. Il termine viene spesso abbreviato in bunko.
- Shinsōban (新装版? lett. "edizione con nuova copertina"): riedizioni dei tankobon, con nuove copertine, alcune pagine a colori e contenuti extra.
- Wideban (ワイド版?, waidoban, lett. "edizione larga"), costruzione wasei-eigo con l'aggettivo "wide" (ワイド?, waido, lett. "largo"): edizione in formato più grande. Un volume wideban raccoglie un numero maggiore di pagine rispetto al tankōbon.[8] In alcuni rari casi può capitare che il numero di pagine e contenuto sia uguale a quello del tankōbon (es. edizione giapponese di Nuvole a nord-ovest di Aki Irie, pubblicata simultaneamente in entrambe le versioni).

Con kaizokuban (海賊版? lett. "edizione pirata") si intendono invece le versioni illegali che violano la proprietà intellettuale degli autori. Vengono vendute o distribuite da chi non ne detiene il diritto di distribuzione, senza l'autorizzazione del titolare del diritto. Spesso nell'ambito dei manga ci si riferisce alla distribuzione via Internet. Rientrano in questa categoria anche le traduzioni non autorizzate, dette scanlations.

### Nomenclatura delle edizioni italiane
In Italia durante gli anni Novanta e primi anni Duemila, non era inusuale che le pubblicazioni avessero un numero di pagine inferiore o dimezzato rispetto ai tankōbon originali giapponesi. Le successive pubblicazioni italiane hanno spesso ripreso l'edizione originale tankōbon nominandola tuttavia in maniera diversa per differenziarla dalla precedente edizione più sottile. Fanno parte di questa categoria le edizioni "Collection" (usata da Panini Comics) o "New Edition" (usata da Star Comics, es: Inuyasha) o "Deluxe" (usata da Panini Comics, es: Vagabond) e altre.
Più recentemente molte opere pubblicate in passato in edizione standard vengono riproposte prendendo come base non più le edizioni tankobon, ma le sopra citate edizioni. Seguono esempi:
- Aizōban: Neon Genesis Evangelion [Collector's Edition] (Panini Comics).
- Kanzenban: Slam Dunk Deluxe (Panini Comics, D-Visual), Pretty Guardian Sailor Moon Eternal Edition (Star Comics).
- Bunkoban: Slam Dunk New Edition (Panini Comics).
- Shinsōban: Sailor Moon New Edition (Star Comics).
- Wideban: Inuyasha Wide Edition (Star Comics).

Non tutte le più recenti ri-edizioni italiane di opere molto conosciute sono tuttavia aderenti come foliazione, contenuti e copertine, a edizioni giapponesi esistenti. Ne sono esempi la seconda edizione di Banana Fish di Akimi Yoshida (Panini Comics) in 10 volumi, tratti tuttavia dall'edizione tankōbon rivista, in 20 volumi, oppure l'edizione di Le rose di Versailles di Riyoko Ikeda (J-Pop) in otto volumi che riarrangia e assegna nuove copertine e materiale extra al materiale originale della kanzenban giapponese in nove volumi. Altro esempio, The Mermaid Saga di Rumiko Takahashi (Star Comics) in due volumi con stesse copertine e foliazione dell'edizione americana di Viz Media chiamata "Collector Edition" su materiale giapponese di edizioni in tre volumi.